# Lycée Askia-Mohamed
 (septembre 2017).
Si vous disposez d'ouvrages ou d'articles de référence ou si vous connaissez des sites web de qualité traitant du thème abordé ici, merci de compléter l'article en donnant les références utiles à sa vérifiabilité et en les liant à la section « Notes et références ».
Le lycée Askia-Mohamed – ex-lycée Terrasson-de-Fougères – est un établissement d’enseignement secondaire de Bamako au Mali. C'est un des plus anciens établissements du Mali.
En effet, l’école des otages créée à Kayes par le gouverneur général Faidherbe vers 1855 pour recruter de force les fils de chefs et de notables a été transférée à Bamako en 1916 et baptisée École professionnelle des Fils de chefs et de notables.
Cet établissement professionnel a formé les premiers ouvriers soudanais dans tous les domaines, y compris cheminots, pour s’occuper du fonctionnement des trains entre Bamako et Dakar (le Dakar-Niger) ; maçons, menuisiers, forgerons etc. et également tous les auxiliaires de l’administration (tel que commis des services administratifs et financiers [SAF], interprètes, etc.). Les ateliers de l’École professionnelle étaient encore présents dans l’arrière-cour, du temps du lycée Terrasson-de-Fougères.

## Histoire
En 1923-1924, le gouverneur par intérim du Soudan français, puis gouverneur général, Henri Terrasson de Fougères y a effectué d’importants travaux et fit construire l'École professionnelle des Fils de chefs et de notables.
En 1924, l’établissement devient l’École primaire supérieure (EPS).
Le 5 mai 1931, c’est après le décès du gouverneur Terrasson, à la suite d'un accident mortel en France, que l’établissement est rebaptisé Terrasson-de-Fougères.
On remarquera que le plan de masse de l’établissement a la forme d’un H (comme dans Henri) et que l’effigie du gouverneur figure à la façade principale.
En 1946, l'école Terrasson-de-Fougères devient le collège Terrasson-de-Fougères. Ce collège comprenait deux séries :
- la série classique qui enseignait le latin et le grec ;
- la série moderne

On y entrait sur concours et après le premier trimestre scolaire. Les élèves qui avaient des résultats insuffisants étaient renvoyés ou réorientés. La discipline y était rigoureuse et l'excellence, le principe fondamental.
À la fin de l'année scolaire, on procédait à la distribution des prix de reconnaissance académique, cérémonie solennelle dont les résultats étaient consignés dans un palmarès.
En 1950 (le 20 mai), l’établissement devient le premier lycée du Mali. Pierre Labattut en était le proviseur. Peu après, d'autres lycées seront créés tel que le Lycée technique, lycée de jeunes filles.
En 1961, le lycée Terrasson-de-Fougères devient le lycée Askia-Mohamed.
Élèves devenus cadres du Mali
- Modibo Keïta, né en 1915 (1931-1934) ;
- Kadari Bamba, né en 1936 (1949-1956) ;
- Dioncounda Traoré, né en 1942 (-1961) ;
- Alpha Oumar Konaré, né en 1946 (-) ;
- Ibrahim Boubacar Keïta, né en 1945 (-).

Proviseurs du lycée Askia-Mohamed
- Bakary Kamian (1962-1963) ;
- Adama Sissoko (1963-1964) ;
- Gaoussou Malikité (1964-1968) ;
- Mamadou Sarr (1968-1969) ;
- Yousouf Traoré (1969-1970) ;
- Bakoroba Soumaré (1970-1975) ;
- Sékou Soumano (1975-1978) ;
- Adama Guindo (1978-1980) ;
- Nouhoum Amadou (1980-1988) ;
- Alou Diarra (1988-1991) ;
- Souleymane Goundiam (1991-1992) ;
- Aliou B Kondo (1992-1993) ;
- Djoubairou Sow (1993-1994) ;
- Cheik Hamala Sylla (1994-1998) ;
- Mahamadoun Ag Hantafaye (1998-2002) ;
- Basseni Diarra (2002-2011) ;
- Edmon Togo (2011-2014) ;
- Koro Monzon Koné (2014-2015) ;
- Mamadou Dembélé (2015-2016) ;
- Mahamane Camara (2017)